# Miyoshi, Tokushima

Miyoshi (三好市 Miyoshi-shi?) este un municipiu din Japonia, prefectura Tokushima.